# 어여머리
어여머리는 조선 시대에 궁중에서나 양반집의 아녀자들이 예장할 때 머리에 얹은 큰 머리이다. 솜 족두리를 쓰고 그 위에 큰 머리를 얹은 다음 옥판과 화잠으로 장식하고 위에 활머리를 얹었다. 사치스럽다고 하여 영조 때부터 금지령을 내렸으나, 순조 때에 와서야 완전히 사라졌다.

### 사진 자료

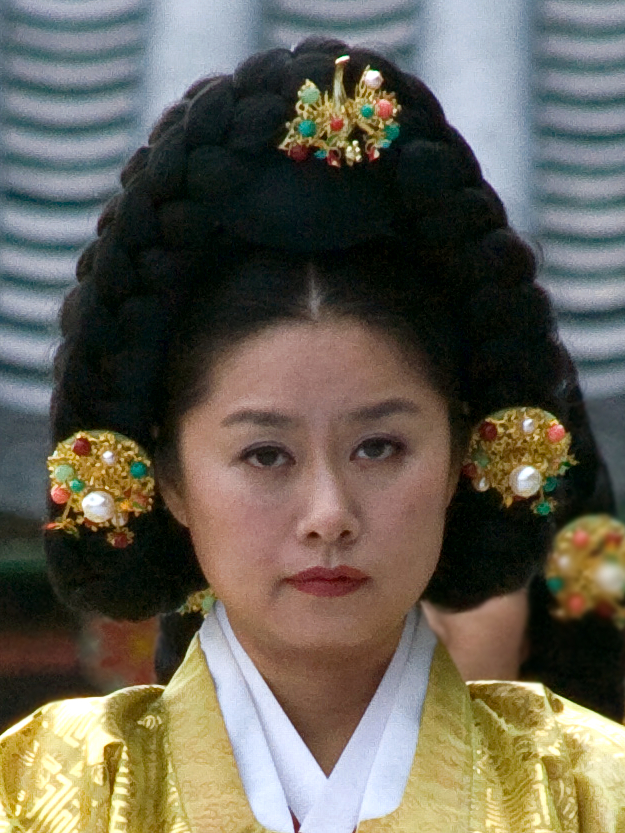
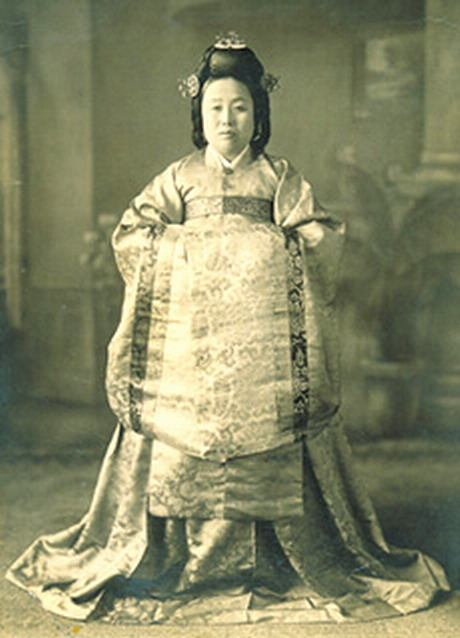
상궁 한희순
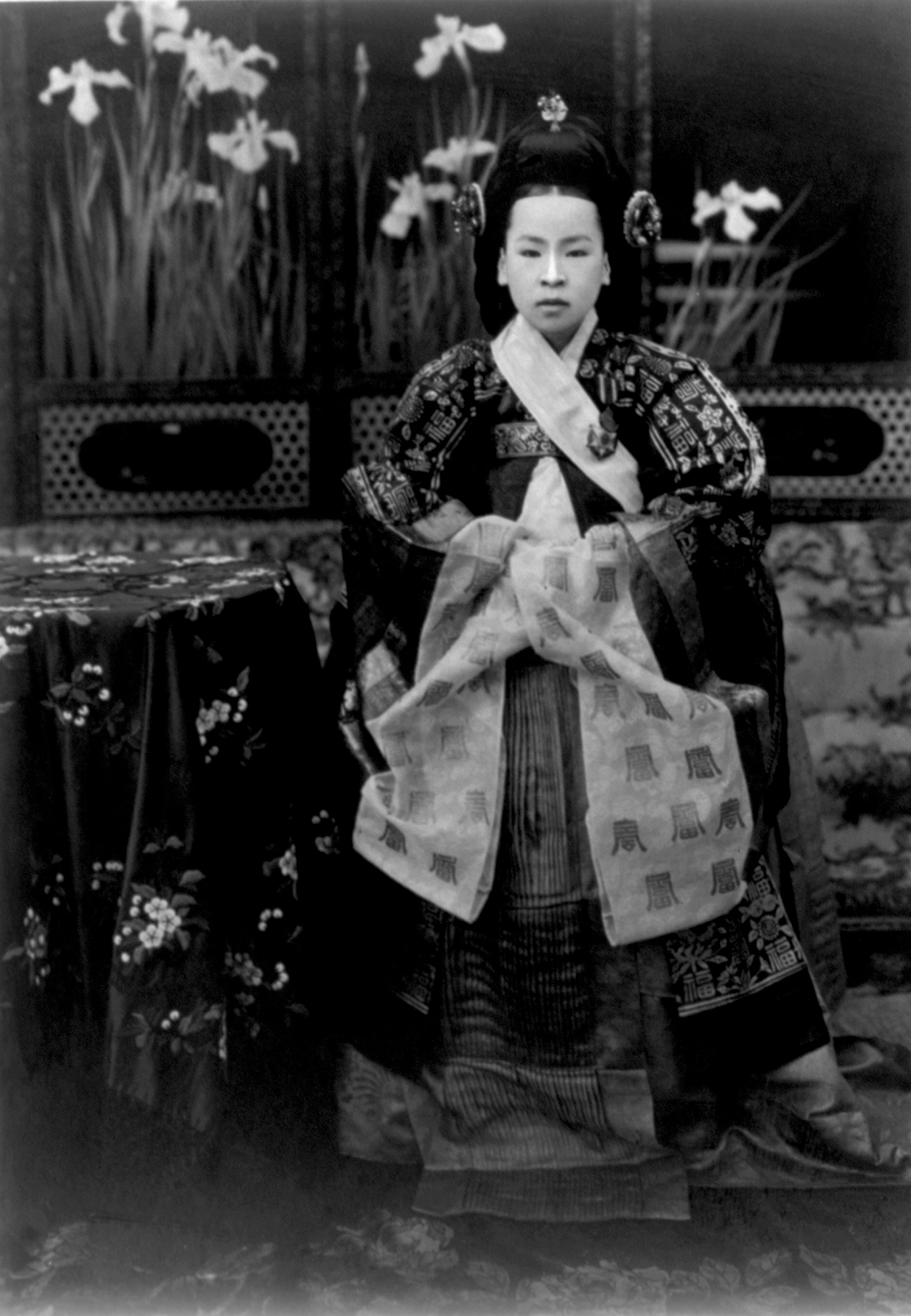
순정효황후
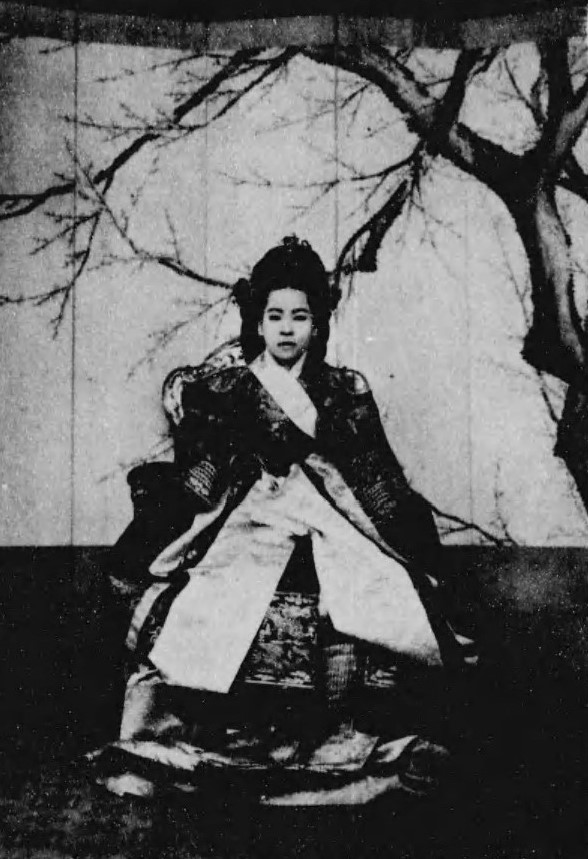
순정효황후
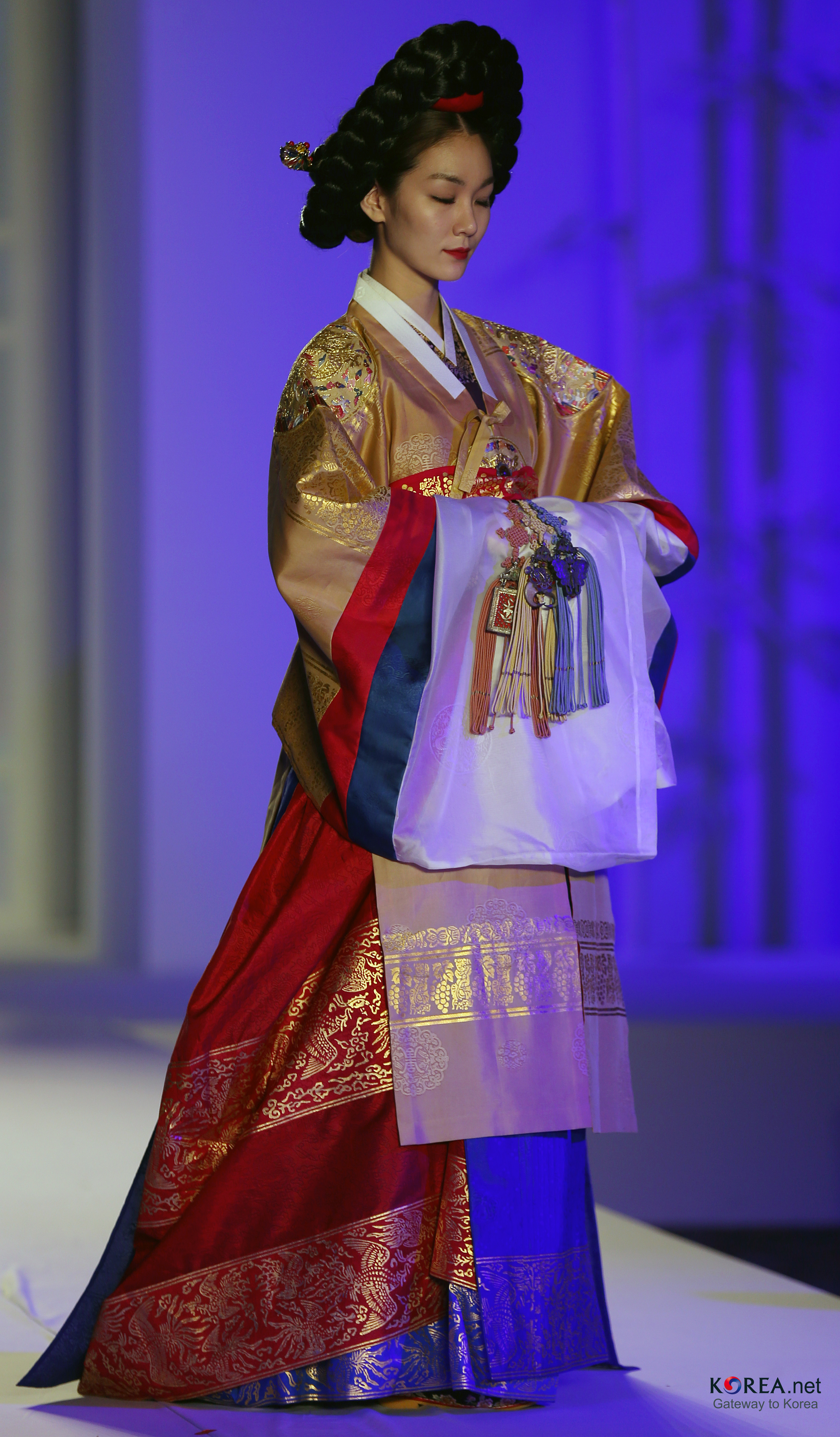
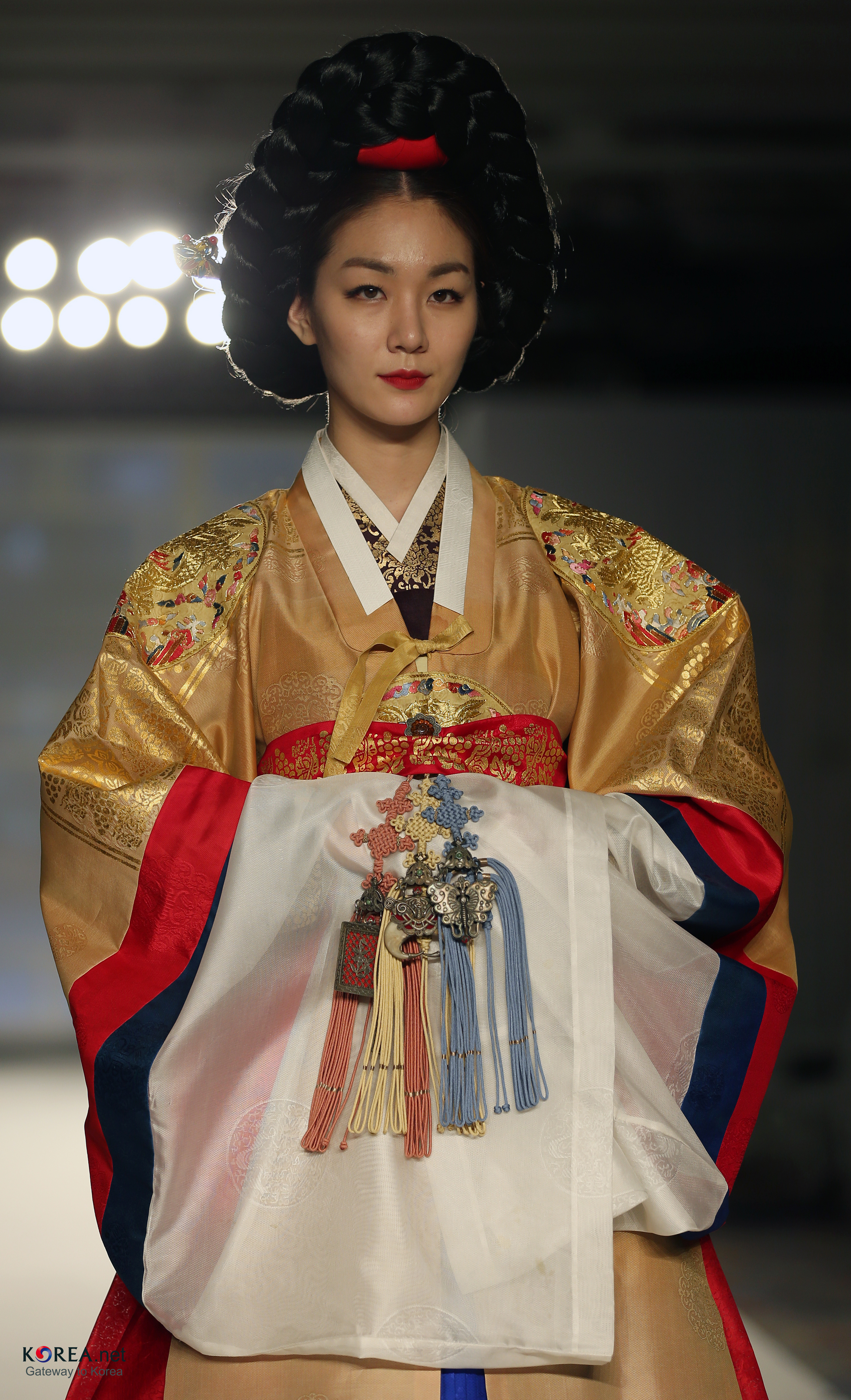
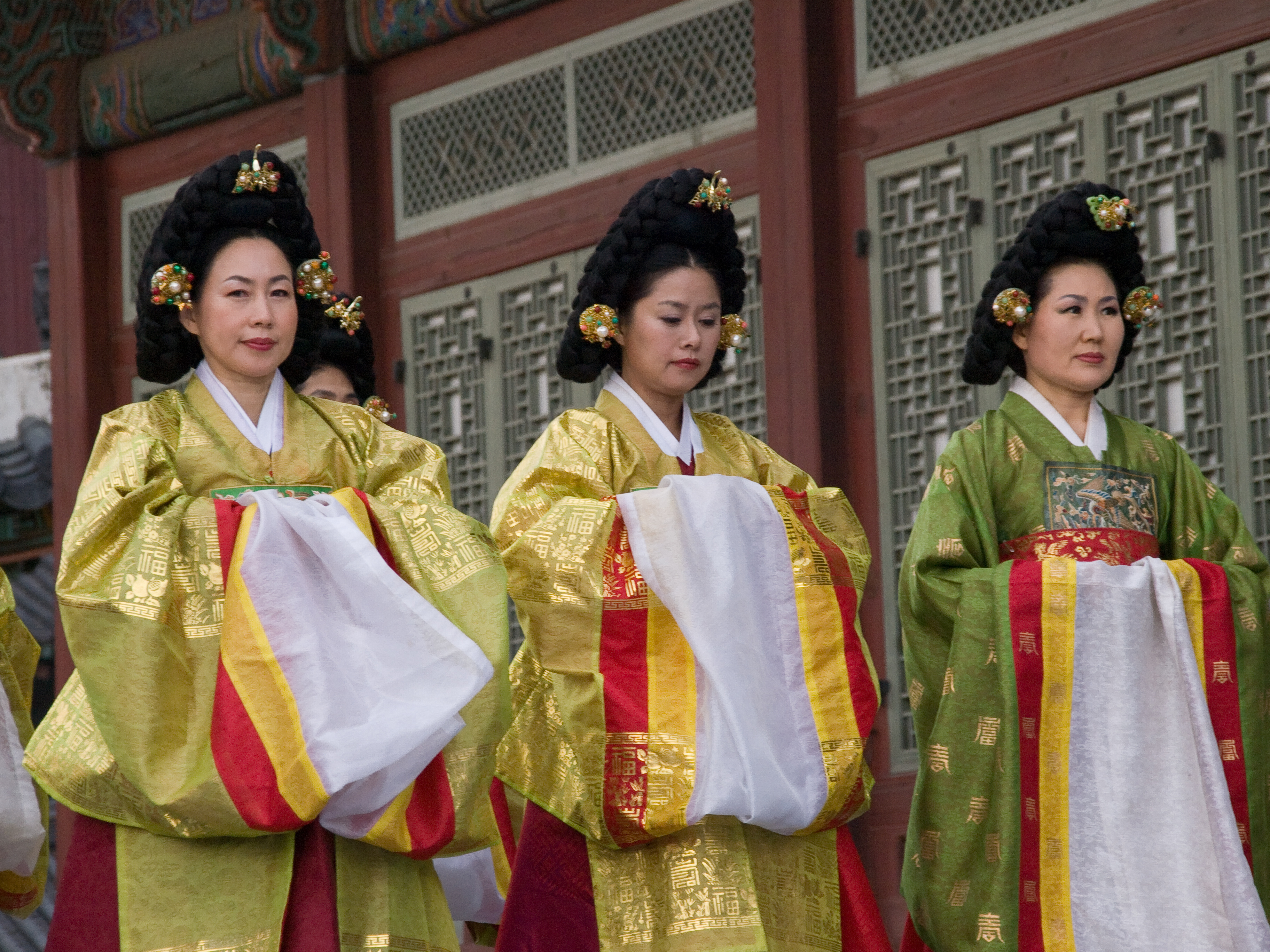
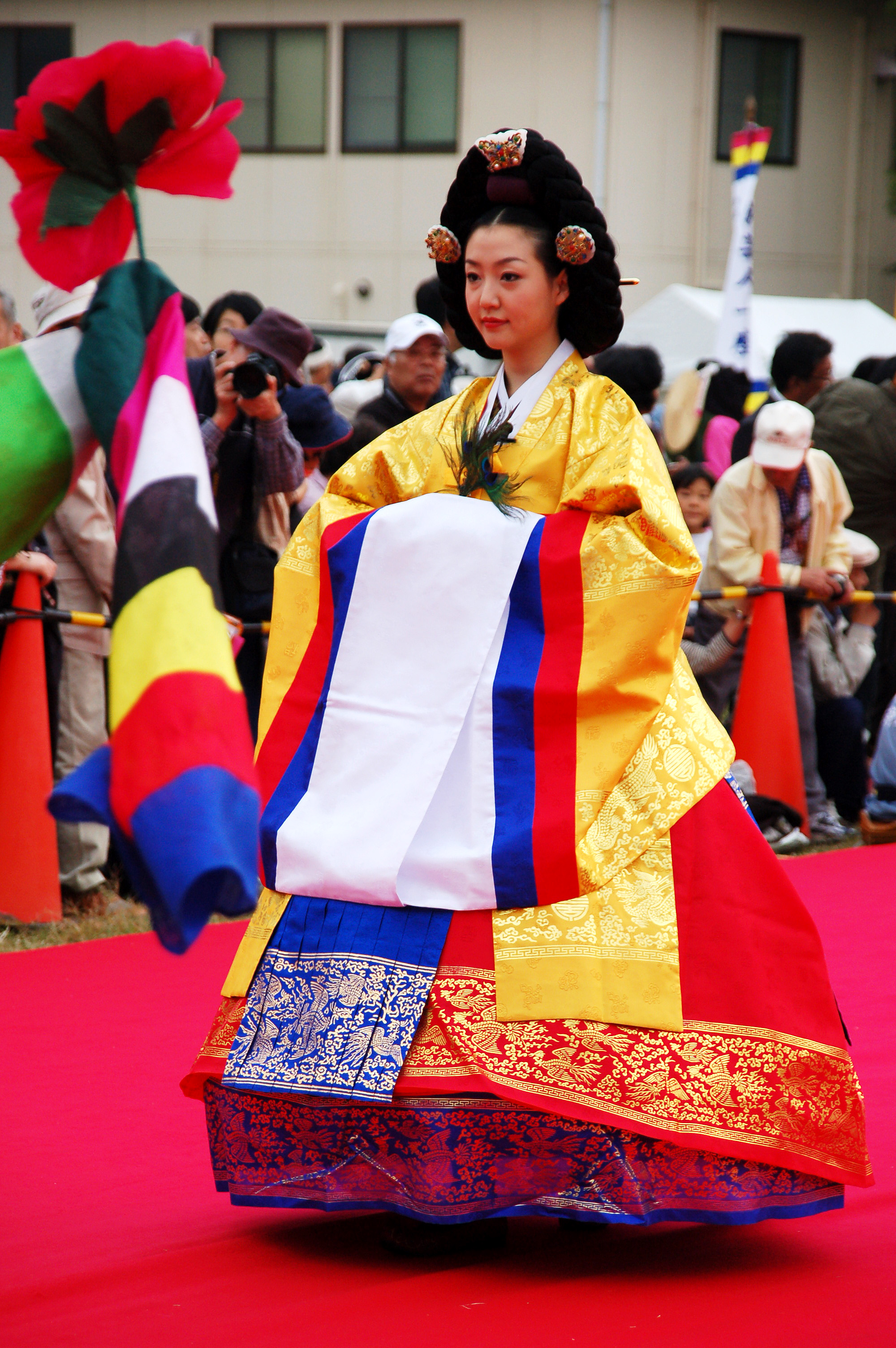